# プリンス・ロイヤル (戦列艦)
プリンス・ロイヤル (The Prince Royal) はイングランド海軍の55門ロイヤル・シップ。

## 艦形
フィニアス・ペット1世にのよってウリッジ工廠で建造され1610年に進水した。1611年の復活祭からミカエル祭の間に船体にはセバスチャン・ヴィカースによる彫刻、ロバート・ピークによる絵画、ポール・イサクソンによる金メッキの装飾が施された。イングランド王太子ヘンリー・フレデリックは従兄弟のブラウンシュヴァイク＝ヴォルフェンビュッテル公フリードリヒ・ウルリヒを伴って建造中の船を見学に訪れている。
「プリンス・ロイヤル」は3層の砲甲板を持った最初の戦列艦であったが、完成当初は上甲板中部には砲は装備されておらず、また甲板は船体中央から船尾側と船首側に大きな段差があり、さらに船尾にはもう1段の段差が設けられていた。1621年の改装でこの段差は無くなり、各甲板の砲の高さが均一になった。

## 艦歴
1613年、イングランド王女エリザベス・ステュアートはプファルツ選帝侯フリードリヒ5世に嫁ぐ際、「プリンス・ロイヤル」に乗ってマーゲイトからオーステンデまで渡海した。
1639年から1641年にかけて、「プリンス・ロイヤル」はウリッジでピーター・ペットの手により70門艦に再建造される。イングランド共和国時代には「レゾリューション」（Resolution）と改名され、第一次英蘭戦争のほとんどの海戦に参加した。「レゾリューション」は1660年までに80門艦に改装されていた。王政復古とともに「プリンス・ロイヤル」に艦名を戻した。1663年にはウリッジ工廠でフィニアス・ペット2世により92門1等艦として再建造された。

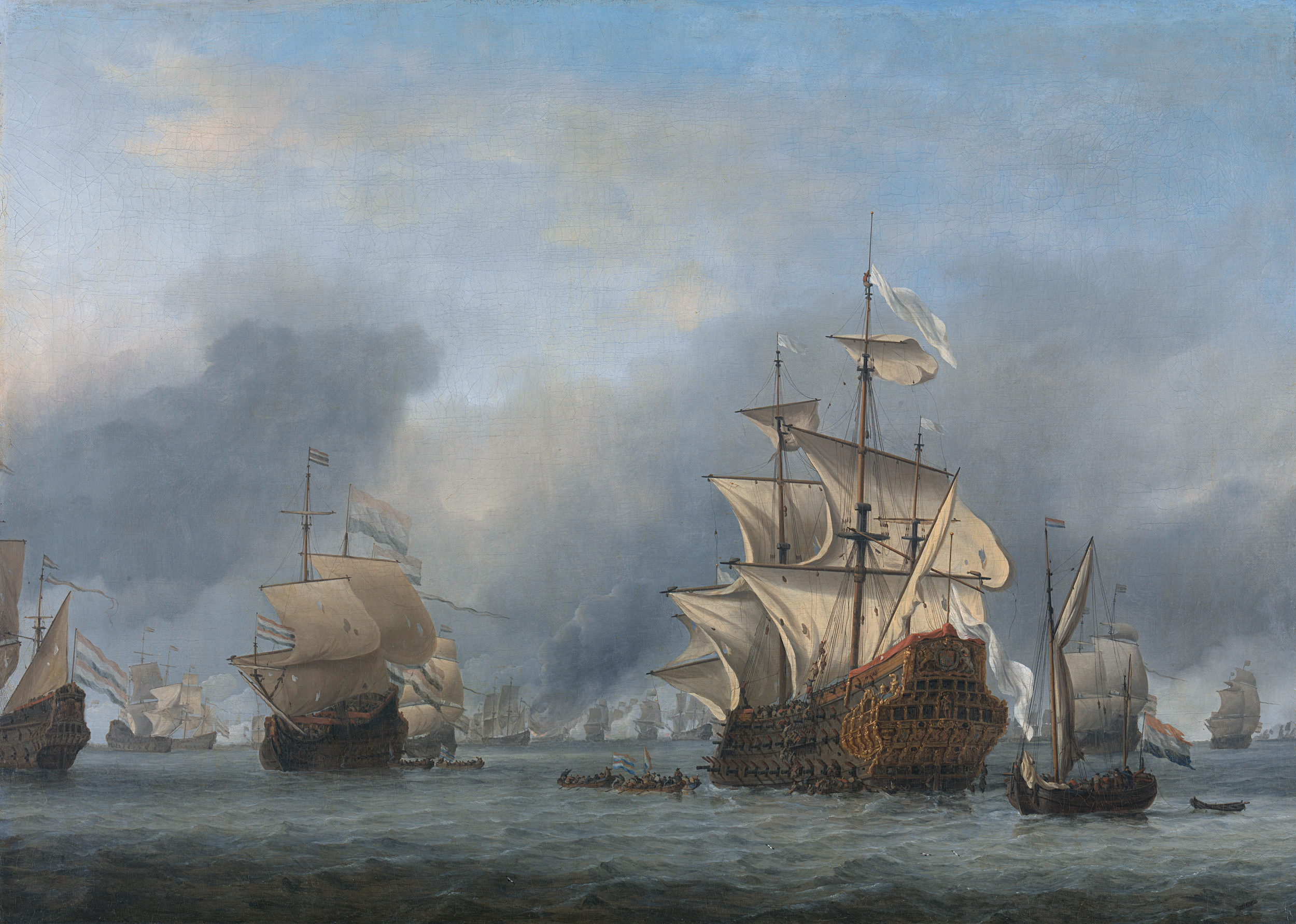
4日海戦中の1666年6月3日に降伏するプリンス・ロイヤル（ウィレム・ファン・デ・フェルデ (子)による絵画）

第二次英蘭戦争中の1665年、「プリンス・ロイヤル」はサンドウィッチ伯爵エドワード・モンタギューの旗艦として7月3日のローストフトの海戦に参加した。翌1666年、ジョージ・アイスキュー中将の旗艦として4日間の海戦に参加し、その3日目（当時のイングランドで使われていたユリウス暦で6月3日）にギャロパー砂洲で座礁した。船がオランダの火船に囲まれると乗員はパニックに陥り、エイスキューは「ゴーダ」号のコルネリス・トロンプ提督への降伏を強いられた。オランダ軍は「プリンス・ロイヤル」を離礁させることに成功したが、船の舵が完全に壊れていることが判明した。オランダのミヒール・デ・ロイテル提督は捕獲船は奪還を防ぐために焼却するというオランダ議会の方針に則り、「プリンス・ロイヤル」を焼却処分した。